# Aisling Walsh
Aisling Walsh (* 1958 Dublin) je irská scenáristka a režisérka. Její práce posbíraly několik cen na mezinárodních festivalech včetně televizní ceny BAFTA za film Místo nahoře (2012) a Irské filmové a televizní ceny a Canadian Screen Award za film Maudie (2016). Je známá pro své „neochvějně poctivé zobrazení irské katolické společnosti”.

## Životopis
Narodila se v Dublinu v Irsku, Raphrelu Walshovi, výrobci a návrháři nábytku z města Navan v hrabství Meath. V roce 1975 začala studovat v Institutu umění, designu a technologie Dún Laoghaire v Dublinu. Poté pokračovala ve studiu na Národní filmové škole v Beaconsfield v Anglii, kde na níz měl velký vliv zde vyučující skotský tvůrce filmů Bill Douglas. Později se usadila v Londýně.

### Kariéra
V roce 1985 napsala a režírovala svůj první krátký film s názvem Hostage. Ten následovala svým prvním celovečerním filmem a režijním debutem Tuláci (1989), než se v 90. letech přesunula k televizní tvorbě. Její práce pro televizi z této doby zahrnuje epizody seriálů The Bill (1991–1994), Doctor Finlay (1993), Roughnecks (1995), and Trial & Retribution (1997–2002). V roce 2003 napsala a režírovala svůj druhý celovečerní film Píseň za chudého chlapce, který získal několik cen na mezinárodních festivalech, včetně ceny za nejlepší snímek na Mezinárodním filmovém festivalu v Kodani. Její třetí celovečerní film, hororový thriller The Daisy Chain, vyšel v roce 2008.
Po roce 2000, více než dekádu pokračovala v televizní práci natáčením seriálů a televizních filmů, jako byl např. na televizní cenu BAFTA nominovaný Prskoklad (2005), film Hříšnice (2007) z produkce BBC One, The Fifth Woman – epizody o délce celovečerního filmu seriálu Wallander s Kennethem Branaghem (2010), a televizní film Místo nahoře (2012), který později v roce 2013 získal televizní cenu BAFTA za nejlepší minisérii.
V roce 2014 režírovala televizní film A Poet in New York, který se zabývá jak mohl zemřít básník Dylan Thomas v New Yorku, když mu bylo 39 let. Film byl natočen u příležitosti stého výročí Thomasova narození 27. října 1914.
Jejím čtvrtým celovečerním fiilmem byl životopisný film Maudie (2016) o kanadské lidové malířce Maud Lewis. Premiéru měl na Filmovém festivalu v Telluride. Walsh, která sama studovala malbu uvedla, že byla přitahována jednoduchostí a krásou tvorby Maud Lewis. Film po svém vydání získal pozitivní ohlasy kritiky. Kritika deníku The Japan Times označila film za „nijak se nestydící intimní portrét pozoruhodné ženy”. Film se také dostal do výběru kritiky New York Times, kde recenzentka Manohla Dargis kritizovala filmový tón a hudební doprovod, ale pochválila herecké výkony a režii. Walsh za tento režijní počin vyhrála cenu Canadian Screen Award za nejlepší režii a film dohromady na 6. ročníku předávání cen v roce 2018 získal 7 ocenění. Cenu za nejlepší režii za film Maudie získala ještě na 15. ročníku Irských filmových a televizních cen v roce 2018.

## Filmografie

### Film
| Rok  | Titul                    |                           |
| ---- | ------------------------ | ------------------------- |
| 1985 | Hostage                  | krátký film               |
| 1988 | Tuláci                   | celovečerní film          |
| 2003 | Píseň za chudého chlapce | celovečerní film          |
| 2004 | Visions of Europe        | segment „Invisible State” |
| 2008 | The Daisy Chain          | celovečerní film          |
| 2016 | Maudie                   | celovečerní film          |

### Televize
| Rok       | Titul                       |                         |
| --------- | --------------------------- | ----------------------- |
| 1991–1994 | The Bill                    | 14 epizod               |
| 1993      | Doctor Finlay               | 4 epizody               |
| 1995      | Roughnecks                  | 7 epizod                |
| 1995–1996 | The Governor                | 2 epizody               |
| 1997–2002 | Trial & Retribution         | 6 epizod                |
| 2000      | Forgive and Forget          | TV film                 |
| 2000      | Little Bird                 | TV film                 |
| 2002      | Hříšnice                    | TV film                 |
| 2005      | Prstoklad                   | TV minisérie; 3 epizody |
| 2009      | Eadar-Chluich               | 1 epizod                |
| 2010      | Wallander                   | 1 epizoda               |
| 2012      | Místo nahoře                | TV minisérie; 2 epizody |
| 2012      | Miloval jsem Joyce Hattovou | TV film                 |
| 2014      | A Poet in New York          | TV film                 |
| 2015      | Inspektor se vrací          | TV film                 |
| 2019      | Hledá se Elizabeth          | TV film                 |